# Onitis sulcipennis
Onitis sulcipennis là một loài bọ cánh cứng trong họ Bọ hung (Scarabaeidae).